# Bottna hembygds- och fornminnesförening
Bottna hembygds- och fornminnesförening är en hembygdsförening i Bottna, bildad 1927 på initiativ av bland andra slöjdläraren Fritiof Johansson. I oktober 2002 firade föreningen 75-årsjubileum med fest i sockenstugan.
De första åren var intresset av att ta till vara gamla saker ganska litet. På 1940-talet fick föreningen tillgång till fornstugan, som tidigare stått nere på Planarne, och flyttade den till nuvarande läge. Efter andra världskriget när människorna fått det bättre ökade intresset för att ta vara på gamla saker. På 1970-talet började stugan blir för liten för alla föremål som skänkts dit under åren. Då fick föreningen tillgång till halva prästänkesätet på Vrångstad, vilken man delade med Svenneby hembygdsförening. Numera disponerar Bottna hembygds- och fornminnesförening hela prästänkesätet, vilket ägs av kyrkan. Senare sålde kyrkan "gården", men det ursprungliga bostadshuset ägs fortfarande av kyrkan. 
Sedan andra halvan av 2004 äger föreningen Bottna sockenstuga, som föreningen fått som gåva av Tanums kommun. Stugan är socknens enda samlingslokal.
Föreningen arbetar numera även med aktiviteter i bygden, som till exempel fester och föredrag.